# Turcopole

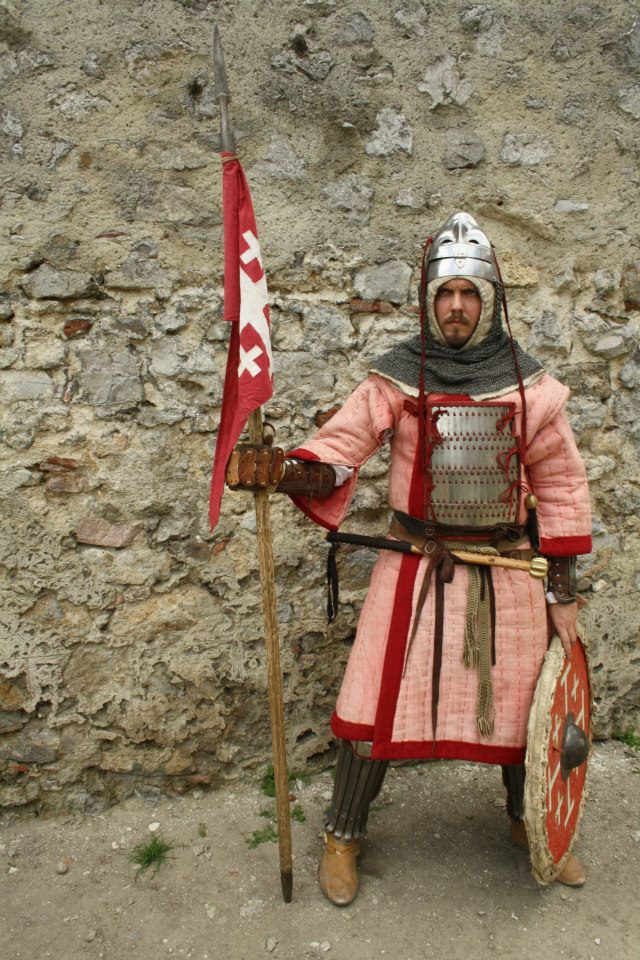
Reconstitution d'un turcopole du XIIe siècle.

Les turcopoles, ou turcoples, étaient des combattants auxiliaires des croisés, souvent des archers, ils étaient à cheval, équipés et habillés à la turque. En français, le mot apparaît au XIIe siècle.
L'étymologie semble indiquer qu’au départ ces troupes auxiliaires étaient constituées de combattants d'origine turque (polos = poulain, dans le sens d'enfant), des Seldjoukides christianisés. Mais ce corps reçut aussi des combattants d'ascendance mixte, de père croisé et de mère chrétienne d'Orient, arménienne, « Grec »  ou syrienne, appelés «poulains», ou de père turc et de mère grecque. On pouvait y trouver, plus généralement encore, des combattants issus de la population chrétienne locale, de mœurs et de type orientaux donc, voire des musulmans christianisés (Syriens, Bédouins, etc., ou des soldats turcs capturés sur les champs de bataille préférant la conversion à la mort), ce pourquoi les Mamelouks les considéraient comme traîtres et renégats, ne montrant aucune pitié envers ceux qu'ils capturaient : après Hattin, en 1187, Saladin fit exécuter les turcopoles prisonniers comme apostats.
Ils étaient essentiellement au service des divers ordres militaires établis à Chypre, à Jérusalem, à Rhodes et autres lieux, et servaient à contrer la tactique turque de harcèlement s'appuyant sur des forces plus mobiles que les lourds chevaliers francs. Ils étaient commandés par un frère Sergent, appelé Turcopolier. Plus tard, l'ordre Teutonique appela sa propre cavalerie indigène Turkopolen.
Les turcopoles étaient des mercenaires que l'on pouvait louer le temps d'une campagne militaire. Plus typés que les combattants venant d'Occident, ils pouvaient facilement servir d'espions ou d'éclaireurs et infiltrer les camps ennemis. Outre les services qu'ils rendirent aux ordres religieux, ils furent aussi à la solde de Byzance qui, tout comme envers les Almogavres, ne leur montra pas toujours une grande reconnaissance. C'est pourquoi il leur arriva, au début du XIVe siècle, de s'allier à ces derniers lorsqu'ils se furent mortellement brouillés avec Andronic II Paléologue.